# Mohamed Ben Haddou
Pour les articles homonymes, voir Ben Haddou.

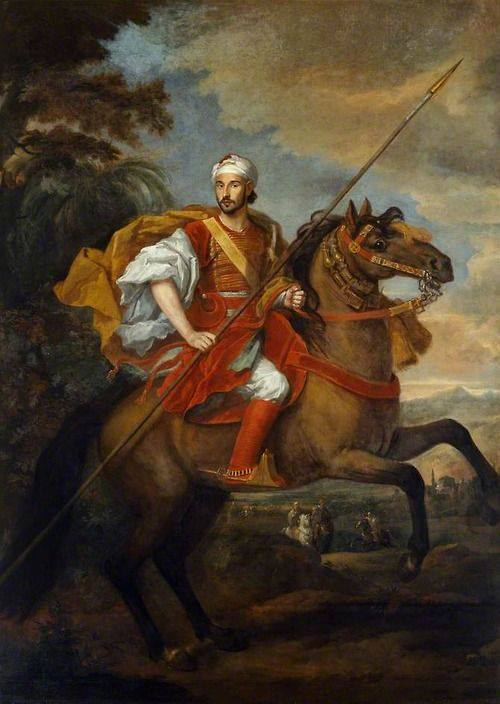
L'ambassadeur en parade à cheval, anonyme, 1682.

Mohamed Ben Haddou ou Muhammad ben Haddu al'Attar est un ambassadeur marocain à la cour anglaise du temps du roi Charles II , envoyé du sultan Moulay Ismail de 1681 à 1682.